# Nafasi (duo féminin ivoirien)
 (juillet 2025).
Motif : aucun album sorti
- Archive Wikiwix
- Bing
- Cairn
- DuckDuckGo
- E. Universalis
- Gallica
- Google
- G. Books
- G. News
- G. Scholar
- Persée
- Qwant
- (zh) Baidu
- (ru) Yandex
- (wd) trouver des œuvres sur Wikidata

| 1. | Préciser le motif de la pose du bandeau. | Précisez le motif de la pose du bandeau en utilisant la syntaxe suivante : {{admissibilité à vérifier\|date=juillet 2025\|motif=remplacez ce texte par le motif}}                                  |
| 2. | Informer les utilisateurs concernés.     | Pensez à avertir le créateur de l'article, par exemple, en insérant le code ci-dessous sur sa page de discussion : {{subst:avertissement admissibilité à vérifier\|Nafasi (duo féminin ivoirien)}} |

Pour les articles homonymes, voir Nafasi.
Nafasi (qui signifie « Chance » en Swahili) est un duo de chanteuses ivoiriennes composé de Yiart et Yilim, respectivement à l’état civil, Gohourou Tapé Affoué et Djédjé Zerehoué Yilim Ozoua. Yiart et Yilim sont toutes deux danseuses et chanteuses.

## Histoire
Gohourou Tapé Affoué "Yiart " et Djédjé Zerehoué Yilim Ozoua "Yilim" sont toutes les deux filles de chanteuses et amies du village KI YI M’bock. De par la proximité de leurs mères, elles naissent et passent leur enfance au village Ki YI M’bock. En hommage à leurs mères, chanteuses en swahili car amoureuse de la langue, lorsqu’elles décident de former un duo de chanteuse, elles se font connaitre sous l’appellation Nafasi qui signifie « Chance » en Swahili. Le début de leur carrière se fait en tant que danseuses puis plus tard le rappeur Didi B (du groupe Kiff No Beat), frère de Yilim, impressionné par leur talent de chanteuses, les fait signer sur son label Africa Mindset. Ainsi, leur carrière prend une tournure importante en 2017 à la sortie de leur premier single ‘’Jamais embrouillées’’ sur le label du rappeur Didi B. Le duo s’impose sur la scène musicale avec leur style afropop rythmé. Elles deviennent ainsi le duo féminin africain à suivre. Le vent de fraicheur qu’elles apportent les fait signer chez Universal Music Africa en octobre 2018, ce qui leur permet de rejoindre un autre duo, les Togolais Toofan. Grâce à leur musique, elles mettent l’ambiance et encouragent la jeunesse. Après quatre années d’ambiance, le duo met fin à sa collaboration en 2020 suite à un souhait émis par Yilim de vouloir commencer une carrière solo.

## Discographie
- 05/12/2017 : Jamais embrouillées
- 05/12/2017 : Don’t play
- 05/12/2017 : Ma chérie tu es zo
- 16/01/2018 : C’est le bendo
- 30/05/2018 : Piment
- 14/12/2018 : Bla bla bla
- 13/09/2019 : Ça finit pas